# Confederación de Béisbol Profesional del Caribe
La Confederación de Béisbol Profesional del Caribe, o CPBC, es el organismo responsable de organizar la Serie del Caribe, un torneo anual de clubes de béisbol disputado por los campeones de la Liga de invierno de béisbol de la región del Caribe y América Latina. Cuatro ligas de invierno profesionales son miembros de pleno derecho del CPBC y varias otras han sido invitadas a participar en el torneo. También administra el Pabellón de la Fama del Caribe.
La CPBC es una organización independiente, no afiliada a la Confederación Mundial de Béisbol y Sóftbol (WBSC), que por lo demás es reconocida como la autoridad para los torneos internacionales de béisbol.

## Historia
La CBPC se formó en La Habana el 12 de abril de 1948 por representantes de las ligas invernales de Cuba, Panamá y Puerto Rico. aunque esto no ocurrió antes de que se celebrara la primera Serie del Caribe en 1949. Su creación fue patrocinada por el presidente de la  National Association, George Trautman, quien se aseguró de que las distintas ligas de invierno estuvieran afiliadas al Béisbol Organizado afiliado a la MLB.
Después de que la Liga Cubana se disolviera a raíz de la Revolución Cubana, la Serie del Caribe se suspendió y la confederación quedó inactiva.  Sin embargo, se reorganizó para la Serie del Caribe de 1970 con tres equipos, República Dominicana reemplazando a Cuba y Panamá (cuya liga profesional también había cesado sus operaciones).

## Membresías
| País                 | Liga                                                   | Primera edición |
| -------------------- | ------------------------------------------------------ | --------------- |
| Puerto Rico          | Liga de Béisbol Profesional Roberto Clemente           | 1949            |
| México               | Liga Mexicana del Pacífico                             | 1971            |
| República Dominicana | Liga de Béisbol Profesional de la República Dominicana | 1970            |
| Venezuela            | Liga Venezolana de Béisbol Profesional                 | 1949            |

La original Liga Cubana de Béisbol y la Liga Profesional de Béisbol de Panamá fueron miembros fundadores de la federación en 1948, pero su membresía expiró cuando la Serie del Caribe fue suspendida después de 1960.

### Controversias
La confederación ha generado controversia sobre la participación de no miembros de la CPBC en la Serie del Caribe. Luego de que Colombia no fuera invitada a la Serie del Caribe 2024 en Miami, la Federación Colombiana de Béisbol (FCB) afirmó que la CPBC había solicitado una tarifa de $200.000 para ingresar a la serie, luego de que Colombia ya había pagado una tarifa de $100.000 con la expectativa de unirse a la CPBC como miembro pleno. El presidente de la FCB, Pedro Salzedo Salom, acusó a la CPBC de vender invitaciones al mejor postor. Salzedo también alegó que el régimen de Daniel Ortega ofreció $1 millón de USD para asegurar la participación de un equipo nicaragüense en el torneo de 2024.
Según se informa, los organizadores de la CPBC no estaban contentos con la participación de Cuba y Colombia en la Baseball Champions League Americas 2023, un torneo de clubes patrocinado por la WBSC.
Al comentar sobre la exclusión de Cuba del torneo de 2024, el presidente del CPBC, Juan Francisco Puello Herrera, reconoció que se tomaron en cuenta factores comerciales, pero negó que fueran los motivos principales. "Los factores económicos son fundamentales, al igual que el aspecto deportivo, ya que el buen béisbol hará que este estadio se llene nuevamente como lo hizo durante el Clásico Mundial de Béisbol".

## Comisionados
- Rafael Inclán (1948)
- Rodrigo Otero Suro (1970-1984, 1985-1986)
- Santiago Soler Favale (1987)
- Horacio López Díaz (1987-1991)
- Juan Francisco Puello Herrera (1991-presente)